# Mark VIII (carro de combate)
El Mark VIII o Liberty tank fue un tanque anglo-estadounidense de la Primera Guerra Mundial. Inicialmente iba a ser parte de un esfuerzo conjunto para equipar a Francia, el Reino Unido y los Estados Unidos con un solo tipo de tanque, pero no prosperó antes del fin de la guerra y solamente se produjeron unos pocos tanques.  

## Desarrollo inicial
Mientras la Primera Guerra Mundial avanzaba, la capacidad industrial de la Entente estaba forzada al límite. De los Aliados, solamente Gran Bretaña y Francia eran importantes naciones industrializadas en 1914 y la segunda había perdido el 70% de su industria pesada cuando los alemanes invadieron la parte de la región de Lorena que no llegaron a ocupar en 1871. La producción en Inglaterra estaba limitada por escasez de trabajadores y una creciente deuda pública.
Cuando los Estados Unidos declararon la guerra a Alemania el 6 de abril de 1917, muchos ingleses esperaron que este hecho resolvería todos estos problemas. Los dos hombres que respondían directamente de la producción de tanques británicos, Eustace Tennyson d'Eyncourt y el Teniente-Coronel Albert Gerald Stern, inicialmente consideraron enviar de inmediato a los Estados Unidos una delegación para convencer al nuevo aliado de empezar a producir un tanque de diseño británico. Después de pensarlo mejor, decidieron que lo mejor sería que los estadounidenses tomen la iniciativa. Stern contactó al agregado militar estadounidense en Londres inmediatamente después de la declaración de guerra. En junio de 1917 tuvieron lugar los primeros acercamientos estadounidenses, pero no por parte del Ejército de los Estados Unidos como ellos esperaban. La Armada de los Estados Unidos quería los más modernos tanques para el Cuerpo de Marines de los Estados Unidos. En aquel momento, el actual proyecto de tanque británico era el Mark VI. Este había sido diseñado de acuerdo a la capacidad industrial británica, poniendo límites que podían superarse en las grandes fábricas estadounidenses. Entonces Stern pretendió que ya existía un proyecto mucho más avanzado, al que llamó Mark VIII (además había un proyecto mucho más convencional, el Mark VII) e invitó a los estadounidenses a participar y contribuir con cuanto quisieran en el diseño; impresionados por la hospitalidad y magnanimidad británica, la delegación regresó a los Estados Unidos. La Armada estaba a punto de enviar a Gran Bretaña un equipo de ingenieros, cuando el Departamento de Guerra de los Estados Unidos fue informado de los desarrollos por el agregado militar de la Embajada de los Estados Unidos en Londres. Se ordenó que el proyecto fuera transferido al Ejército y se eligió al mayor H. W. Alden para desplazarse al Reino Unido a trabajar con el equipo de diseño en Dollis Hills en los primeros dibujos del nuevo tanque. Llegó a Londres el 3 de octubre, para descubrir que una gran parte del trabajo de diseño ya había sido hecho por el Teniente John G. Rackam, principalmente influenciado por las terribles condiciones en los campos de batalla de Flandes.

## Tanque Internacional
El Ejército de los Estados Unidos había instalado sus cuarteles en Francia. Decidió formar su propio Cuerpo de Tanques con 25 batallones de tanques, incluyendo 5 batallones de tanques pesados. Para equipar a las unidades pesadas, el mayor James A. Drain ordenó 600 tanques Mark VI en octubre de 1917. Trató de convencer al Departamento de Guerra de los Estados Unidos para desviar todos los tanques disponibles al ejército, provocando un conflicto con la Armada (el primero de muchos sobre este tema). Esto planteó serios problemas al gobierno británico, parecía que la participación estadounidense en la guerra significaría una menor cantidad de tanques disponibles para las fuerzas británicas; además, el 4 de febrero de 1917 se habían firmado acuerdos con los franceses sobre la producción de tanques por lo que estos tuvieron que ser renegociados.
El hombre que resolvería todos estos problemas nuevamente fue Albert Stern. Winston Churchill, el nuevo Ministro de Municiones, había sido obligado a despedir a Stern como director del Departamento de Suministros Mecánicos debido a sus errores en el manejo del proyecto Mark IV, que produjeron enormes demoras en la producción. Sin embargo, lo nombró Comisionado Internacional para Guerra Mecánica, a fin de coordinar la producción del tanque con Francia y Estados Unidos. Stern fue a Francia para encontrarse con Louis Loucheur, Ministro de Municiones francés, y con John J. Pershing, Comandante en Jefe de las fuerzas estadounidenses. Loucheur dejó claro desde un principio, que Francia no tenía nada para ofrecer en materia de fábricas. Hasta el tanque ligero Renault FT-17 solamente podía producirse gracias a los suministros de planchas blindadas británicas. Esto no era ninguna sorpresa para Stern, que ya había preparado un Plan Internacional en diez puntos (era de hecho un acuerdo bilateral entre los Estados Unidos y el Reino Unido) que logró ser aceptado por los estadounidenses y fue enviado a Churchill el 11 de noviembre. Sus principales puntos incluían (empleando la terminología original):
- La creación de una sociedad entre Estados Unidos y Gran Bretaña para la producción de 1.500 tanques pesados en Francia.
- El suministro de algunos de estos tanques a Francia para reforzar la unidad de los Aliados, ya que los necesitaba (Gran Bretaña esperaba que Francia produzca su propio Char 2C en cantidad suficiente, Loucheur ya sabía que esto era poco probable).[2]
- Francia suministraría un taller. En cualquier caso, sería adecuado construir uno nuevo (por lo que se tendría que construir una fábrica nueva en Francia).
- Un suministro conjunto de piezas. Gran Bretaña suministraría el armamento, municiones y blindaje; los Estados Unidos motores, transmisiones, forjaduras y cadenas (empleando a la industria automotriz estadounidense).
- El diseño se basaría en la experiencia británica y las ideas y recursos estadounidenses, siendo superior en potencia, carga y cruce de trincheras.[1]
- El Mayor Alden terminaría los planos funcionales antes de Navidad con total cooperación de los británicos; el diseño será aprobado por ambas naciones.
- La mano de obra no calificada sería proveída por chinos; el gobierno francés se ocuparía de su alojamiento.
- La producción empezaría en abril de 1918 y finalmente llegaría a 300 tanques al mes (por lo que la cifra de 1.500 solo era preliminar).
- El proyecto tendría alta prioridad.
- La administración estaría en manos de dos Comisionados, uno británico (el propio Stern) y uno estadounidense; pero los franceses podían nombrar su propio comisionado si sus intereses eran afectados.

El plan ya contenía algunas especificaciones: el tanque debería tener un motor de 300 hp (220 kW), pesar 39,5 toneladas y poder cruzar trincheras de 4,3 m. Además se mencionaba el nombre del tanque: Liberty, por el motor elegido.
La primera conferencia de diseño tuvo lugar el 4 de diciembre y Churchill aprobó el plan al poco tiempo. Se hizo un tratado formal firmado por el Secretario Extranjero Arthur James Balfour y el embajador de los Estados Unidos Walter Hines Page el 19 de enero de 1918. El tratado especificaba el programa con gran detalle. Los primeros 1.500 tanques debían estar listos para fin de año y la producción debería aumentar a 1.200 al mes. Ambas metas eran muy ambiciosas dado el hecho que no había un tanque terminado ni una fábrica, además que la producción británica de tanques era de 150 al mes durante 1918.
Los Estados Unidos suministrarían: el motor, el radiador, el ventilador, las tuberías, el silenciador, los focos, el dínamo, la batería, el cardán, la transmisión, inclusive la caja de cambios, los frenos, los engranajes, el embrague, los eslabones y pasadores de las orugas, las ruedas impulsoras y sus ejes, las ruedas tensoras y sus ejes, los rodillos de retorno, las espigas de las orugas y los cojinetes.
Gran Bretaña suministraría: planchas de blindaje a prueba de obuses y balas, piezas estructurales, zapatas de oruga y rodillos, cañones, ametralladoras y afustes, municiones y soportes de munición.
El precio acordado sería de £5.000 por tanque. 
En diciembre de 1917, Stern ordenó detener el proyecto Mark VI para asegurarse que el Mark VIII sería el nuevo tanque estándar de los Aliados: el Tanque Internacional.

## Descripción

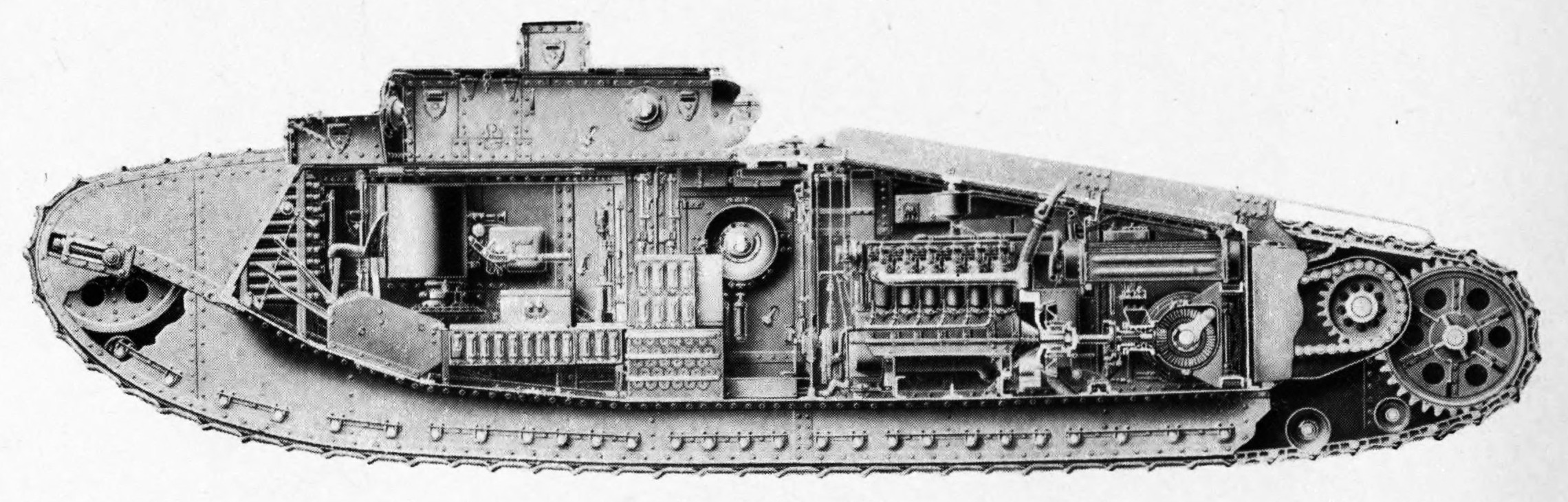
Corte esquemático que muestra la distribución interna del Mark VIII.

El Mark VIII mantuvo varias de las características generales de la serie Mark I-V: tenía las típicas orugas altas y no tenía torreta, pero si dos barbetas a cada lado armadas con un cañón de 6 libras (57 mm). Pero también se parecía al proyecto Mark VI en que tenía orugas más anchas y redondeadas, así como una gran superestructura encima justo después del frente donde se sentaba el chofer. Una innovadora característica era la separación del concepto de tanque caja, con un solo compartimiento donde todos los accesorios eran instalados. El Mark VIII estaba compartimentado, con un cuarto de máquinas separado en la parte posterior. Esto mejoró en sumo grado las condiciones de combate, ya que un tabique protegía a la tripulación del ensordecedor ruido del motor, gases nocivos y calor.     
No llevaba ametralladoras en las barbetas, solamente los cañones de 6 libras operados por un artillero y un cargador. Las ametralladoras laterales estaban detrás de las barbetas, montadas en las puertas del casco. El Mayor Alden diseñó las barbetas para que sean retráctiles (podían soltarse atrás por la tripulación y pivotar hacia adelante), reduciendo así el ancho del tanque si se encontraban obstáculos enemigos. Cinco ametralladoras adicionales estaban montadas en la superestructura: dos al frente (a la izquierda y derecha del chofer), una a cada lado y una atrás. Ya que no había una ametralladora que cubriese la parte posterior del tanque, este tenía un ángulo muerto vulnerable al ataque de la infantería. Para resolver este problema se agregó una plancha deflectora triangular de acero. El ametralladorista posterior de la sobrestructura podía emplearla para desviar sus disparos hacia abajo en el área detrás del tanque. El tanque llevaba 208 proyectiles y 13.848 cartuchos de ametralladora, la mayoría en un gran baúl de municiones en el centro del vehículo que formaba una plataforma sobre la cual el comandante iba de pie detrás del chofer, observando el campo de batalla a través de una cúpula con cuatro ranuras de visión.    
El duodécimo tripulante era el mecánico, sentado cerca del motor Liberty V-12 de 300 hp. Tres depósitos de combustible blindados en la parte posterior contenían 909 l de gasolina, que le otorgaban una autonomía de 89 km. La transmisión empleaba un engranaje planetario, teniendo dos velocidades hacia adelante y dos hacia atrás. La velocidad máxima era de 8 km/h. 
Para mejorar su capacidad de cruzar trincheras de 4,88 m de ancho, el vehículo tenía una forma muy alargada. La longitud de las orugas era de 10,42 m y aunque el ancho del casco era de 3,76 m, la relación longitud-anchura de las orugas era muy pobre ya que el ancho incluía las barbetas. Combinado con orugas anchas, el tanque demostró ser difícil de virar. Durante las pruebas, varias orugas se torcieron y rompieron al virar, por lo que se decidió emplear eslabones más largos (337 mm) y fuertes hechos de plancha blindada endurecida estampada, reforzada por redes formadas por entalles en la base de la oruga. Otro efecto del estrecho casco era que el compartimiento de combate también era muy estrecho. Esto empeoraba debido el hecho que el espacio entre los marcos de las orugas a cada lado era muy ancho; los primeros modelos solamente tenían orugas ensanchadas. A pesar de todo, el tanque supuestamente podía transportar 20 soldados completamente equipados si era necesario. En términos absolutos, el vehículo era muy grande: con sus 3,13 m de altura, el Mark VIII fue el segundo tanque operativo más grande de la historia, después del Char 2C. Sin embargo, su peso era de apenas 37,6 toneladas debido a sus planchas de blindaje con un espesor de 16 mm - una ligera mejora respecto al Mark V pero muy delgado según los estándares posteriores. El techo y el fondo del casco estaban protegidos por una plancha de blindaje de apenas 6 mm de espesor, haciendo que el tanque sea muy vulnerable ante proyectiles de mortero y minas.

## Producción
El gobierno francés esperaba recibir gratuitamente 700 Mark VIII, ya que el tanque superpesado francés Char 2C no podía producirse en cantidades suficientes. Sin embargo, debido a la falta de trabajadores y materias primas, los franceses no podían ofrecer fábricas para la producción del Tanque Internacional. Los estadounidenses rápidamente decidieron construir una fábrica nueva en Neuvy-Pailloux, contratando a una empresa británica. Lejos de producir el primer tanque en abril, la fábrica ni siquiera estaba terminada para junio. Entonces los estadounidenses trataron de encontrar un productor en los Estados Unidos, pero no tuvieron éxito. En agosto contrataron a otra empresa británica. Esta terminó de construir la fábrica en noviembre, para cuando la guerra ya había terminado - no se construyó un solo tanque en la fábrica.    
Además había serias demoras en la producción de las piezas. El motor Liberty L-12 con sus costosos cilindros de acero estampado fue rediseñado con cilindros de hierro fundido más baratos. Estos motores rediseñados solamente se produjeron en octubre. A pesar de estas demoras, habían planes para producir otros 1.500 tanques en Estados Unidos además de la producción conjunta en Francia. Esto no fue posible debido a la falta de planchas de blindaje y cañones, por lo que la producción adicional también se llevaría a cabo en Francia.
Los británicos terminaron en julio el casco prototipo, hecho de acero sin templar, enviándolo a los Estados Unidos. A su llegada se descubrió que las piezas para terminar el prototipo no estaban listas, por lo que la Locomobile Automobile Company de Bridgeport, Connecticut las fabricó a mano y terminó el primer vehículo el 28 de septiembre. Las pruebas empezaron el 31 de octubre. Solo entonces se envió el armamento desde Gran Bretaña, dos cañones y diez ametralladoras Hotchkiss.
Las pruebas terminaron después de la guerra y se decidió construir 100 tanques en los Estados Unidos. Estos fueron construidos en 1919 y 1920 por el Arsenal de Rock Island a un costo de 35.000 $ cada uno, empleando planchas de blindaje británicas.
Mientras tanto, el gobierno británico decidió comenzar la producción en Gran Bretaña. Se ordenaron 1.500 tanques a la North British Locomotive Company, William Beardmore and Company y Metropolitan, usando un motor Ricardo V12 de 300 hp (220 kW). Solamente la primera empresa logró producir siete unidades antes del final de la guerra. El prototipo de acero dúctil y propulsado por un motor Rolls-Royce fue probado el 11 de noviembre, el día del Armisticio. 
A partir de piezas ya producidas se terminaron 24 tanques después de la guerra. Cinco fueron enviados al centro de entrenamiento de Bovington Camp en Dorset, mientras que los otros fueron descartados como chatarra.

## Mark VIII*
Durante 1918, la preocupación por la capacidad de cruzar trincheras llevó a empezar las preparaciones para la producción de un tanque aún más largo: el Mark VIII* (Estrella). El casco iba a ser alargado con tres metros: 1,2 al frente y 1,8 m detrás. De esta forma sería capaz de cruzar una trinchera con un ancho de 5,5 metros. Para asegurarse que el tanque girase, a pesar de su altamente crítica relación de longitud-anchura, el perfil de las orugas sería más convexo, por lo que solo una pequeña parte de la oruga tocaría el suelo. Sin embargo, la presión sobre el suelo hubiese aumentado ya que el peso total alcanzaba 43,2 toneladas. Si el tanque se hubiese hundido en suelo blando, es cuestionable si podría ser capaz de girar. No se construyó ningún prototipo. 

## Historial operativo
Los tanques estadounidenses Liberty equiparon una sola unidad: el 67° Regimiento de Infantería (Tanque), con base en Aberdeen, Maryland. La peculiar denominación de la unidad tiene su origen en el hecho que desde 1922, por ley todos los tanques deben ser parte de la Infantería. Las dos troneras para ametralladoras en los lados fueron eliminadas, por lo cual la tripulación se redujo a 10. Empleaba ametralladoras Browning M1917 enfriadas por agua. A pesar de varias modificaciones, los vehículos padecían de sobrecalentamiento y poca fiabilidad, causando que el Ejército se mostrase renuente a emplear tanques pesados. Desde 1932 en adelante, fueron retirados de servicio; todos estaban almacenados en 1934. Como a Canadá le faltaban tanques de entrenamiento, en 1940 se le ofertó la mayor parte de los vehículos a precio de chatarra. Pero los canadienses optaron por comparar tanques ligeros M1917.

## Ejemplares sobrevivientes
- Un tanque Liberty se encuentra en Fort Meade, Maryland. El tanque está expuesto en el Museo Post y fue fabricado en 1920 en el Arsenal de Rock Island, Illinois. Fue asignado al 301° Batallón de Tanques (Pesado), siendo más tarde redenominado 17° Batallón de Tanques (Pesado). Entre 1921-1922, esta unidad estuvo al mando del Mayor Dwight D. Eisenhower.

- Un segundo Liberty se encuentra en el Terreno de pruebas de Aberdeen de Aberdeen, Maryland. En 2010 fue mudado al Museo Nacional de Tanques y Caballería de Fort Benning, Georgia.[8]

- Los británicos nunca asignaron sus Mark VIII a una unidad de tanques. Un solo vehículo se encuentra en el Museo de tanques de Bovington.

El tanque que aparece en la película Indiana Jones y la última cruzada es una réplica construida a partir de una pala excavadora, siguiendo la forma del casco del Mark VIII pero con una torreta añadida.